# Ajeanie Talbott
Ajeanie Khadeem Talbott (Kingston, Jamaica; 27 de marzo de 1998) es un futbolista jamaiquino. Juega como defensa central y su equipo es el São João de Ver de la Liga 3 de Portugal. Jugador internacional absoluto con Jamaica.

## Clubes

### Estadísticas
| Club                                                                | Div           | Temporada     | Liga nacionales(1) | Liga nacionales(1) | Liga nacionales(1) | Copas nacionales | Copas nacionales | Copas nacionales | Torneos internacionales | Torneos internacionales | Torneos internacionales | Total | Total | Total  | Media goleadora |
| Club                                                                | Div           | Temporada     | Part.              | Goles              | Asist.             | Part.            | Goles            | Asist.           | Part.                   | Goles                   | Asist.                  | Part. | Goles | Asist. | Media goleadora |
| ------------------------------------------------------------------- | ------------- | ------------- | ------------------ | ------------------ | ------------------ | ---------------- | ---------------- | ---------------- | ----------------------- | ----------------------- | ----------------------- | ----- | ----- | ------ | --------------- |
| Harbour View Jamaica                                                |               |               |                    |                    |                    |                  |                  |                  |                         |                         |                         |       |       |        |                 |
| 1.ª                                                                 | 2014-15       | 1             | 0                  | 0                  | 0                  | 0                | 0                | 0                | 0                       | 0                       | 1                       | 0     | 0     | 0.00   |                 |
| 1.ª                                                                 | 2016-17       | 3             | 0                  | 0                  | 0                  | 0                | 0                | 0                | 0                       | 0                       | 3                       | 0     | 0     | 0.00   |                 |
| 1.ª                                                                 | 2017-18       | 25            | 0                  | 0                  | 0                  | 0                | 0                | 0                | 0                       | 0                       | 25                      | 0     | 0     | 0.00   |                 |
| 1.ª                                                                 | 2018-19       | 30            | 0                  | 0                  | 0                  | 0                | 0                | 0                | 0                       | 0                       | 30                      | 0     | 0     | 0.00   |                 |
| 1.ª                                                                 | 2019-20       | 15            | 0                  | 0                  | 0                  | 0                | 0                | 0                | 0                       | 0                       | 15                      | 0     | 0     | 0.00   |                 |
| 1.ª                                                                 | 2020-21       | 10            | 0                  | 0                  | 0                  | 0                | 0                | 0                | 0                       | 0                       | 10                      | 0     | 0     | 0.00   |                 |
| 1.ª                                                                 | 2021-22       | 16            | 0                  | 0                  | 0                  | 0                | 0                | 0                | 0                       | 0                       | 16                      | 0     | 0     | 0.00   |                 |
| 1.ª                                                                 | 2022-23       | 24            | 1                  | 0                  | 0                  | 0                | 0                | 0                | 0                       | 0                       | 24                      | 1     | 0     | 0.04   |                 |
| 1.ª                                                                 | 2023-24       | 16            | 0                  | 0                  | 0                  | 0                | 0                | 2                | 0                       | 0                       | 18                      | 0     | 0     | 0.00   |                 |
| Total club                                                          | Total club    | 140           | 1                  | 0                  | 0                  | 0                | 0                | 2                | 0                       | 0                       | 142                     | 1     | 0     | 0.01   |                 |
| São João de Ver Portugal                                            |               |               |                    |                    |                    |                  |                  |                  |                         |                         |                         |       |       |        |                 |
| 3.ª                                                                 | 2020-21       | 0             | 0                  | 0                  | 0                  | 0                | 0                | 0                | 0                       | 0                       | 0                       | 0     | 0     | 0.00   |                 |
| Total club                                                          | Total club    | 0             | 0                  | 0                  | 0                  | 0                | 0                | 0                | 0                       | 0                       | 0                       | 0     | 0     | 0.00   |                 |
| Total carrera                                                       | Total carrera | Total carrera | 140                | 1                  | 0                  | 0                | 0                | 0                | 2                       | 0                       | 0                       | 142   | 1     | 0      | 0.01            |
| (1)Incluye datos de la Liga Premier Nacional de Jamaica (2015-Act.) |               |               |                    |                    |                    |                  |                  |                  |                         |                         |                         |       |       |        |                 |